# Toga (Espagne)

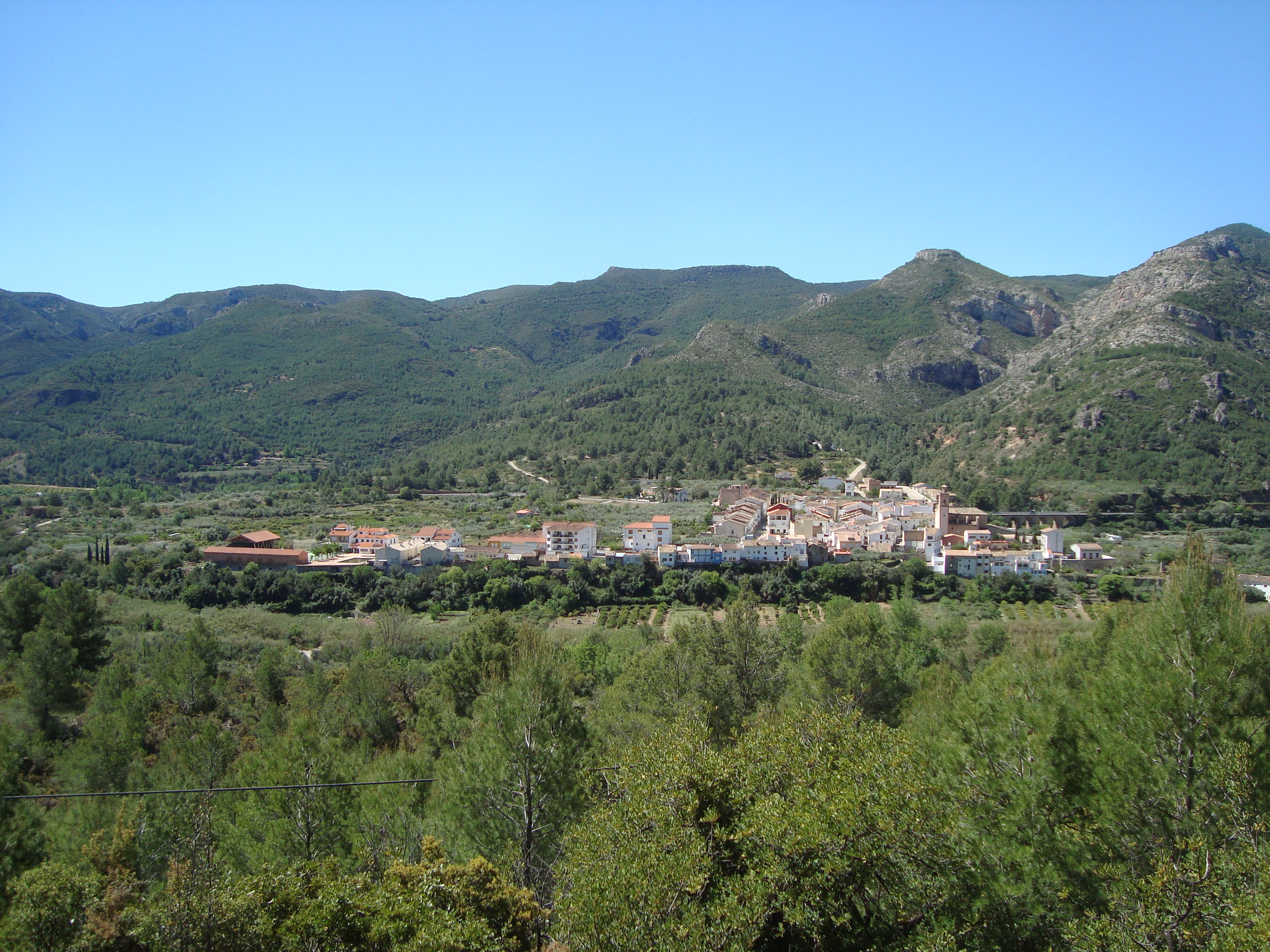
Panorámica de Toga, comarca Alto Mijares (Castellón)

Toga (en valencien et en castillan) est une commune d'Espagne de la province de Castellón dans la Communauté valencienne. Elle est située dans la comarque de l'Alto Mijares et dans la zone à prédominance linguistique castillane.

### Lien externe

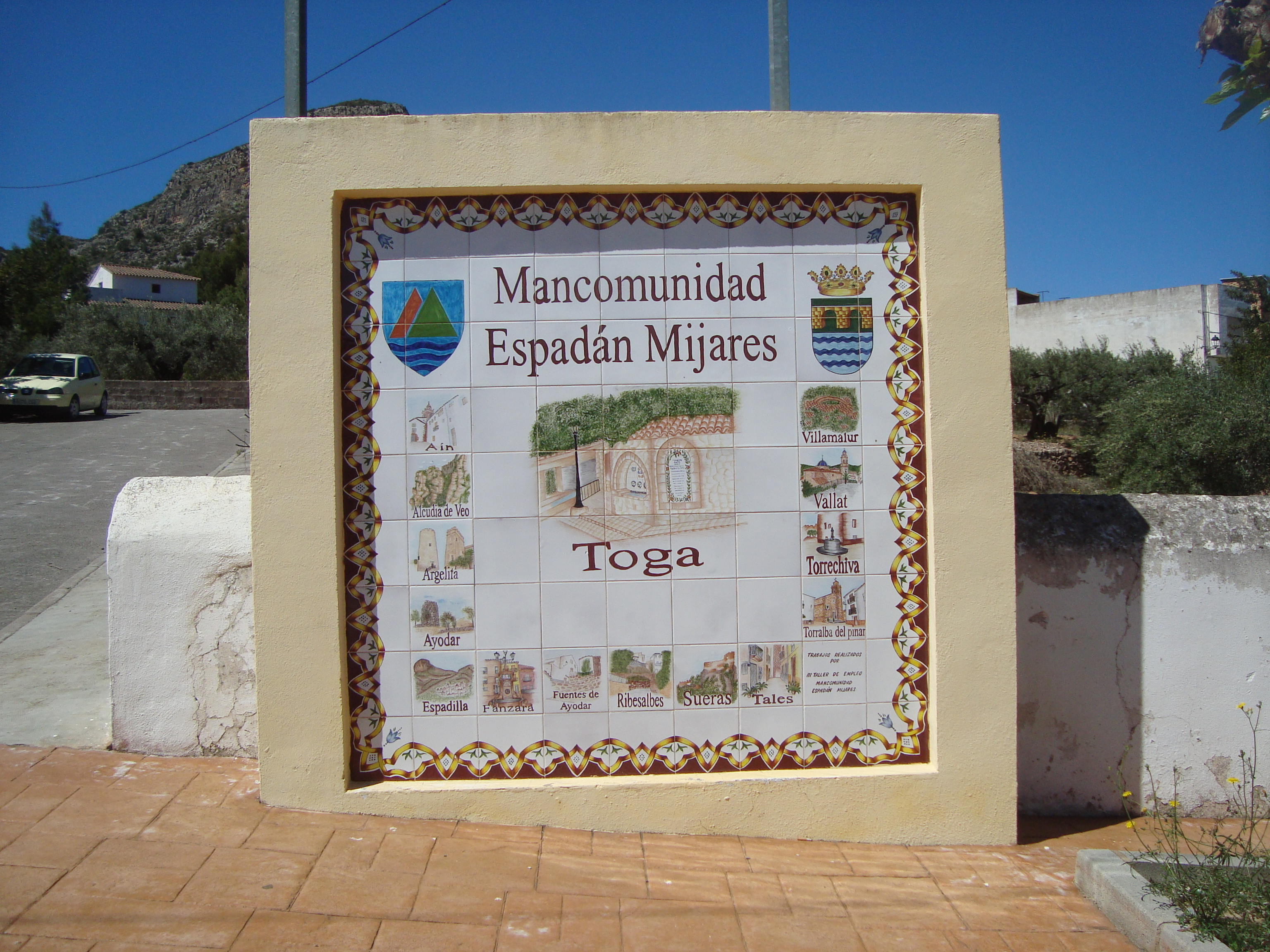
Toga, mural cerámico, Mancomunidad Turística Espadà-Millars

## Géographie

Localisation de Toga
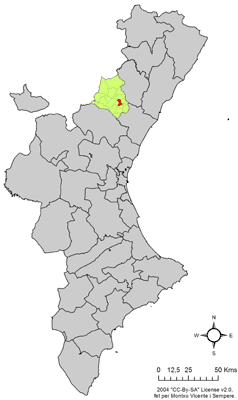
dans la Communauté valencienne.
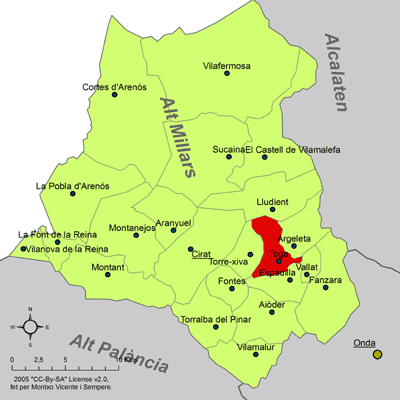
dans la comarque de l'Alto Mijares.